# Neasden (métro de Londres)
Neasden  (en anglais : Neasden tube station ou Neasden Underground Station), est une station de la ligne Jubilee du métro de Londres, en zone 3 Travelcard. Elle est située sur la Neasden Lane, à Neasden, sur le territoire du borough londonien de Brent, dans le Grand Londres.

## Situation sur le réseau
La station Neasden de la ligne Jubilee du métro de Londres est située entre la station Wembley Park, en direction du terminus Stanmore  et la station Dollis Hill en direction du terminus Stratford. Elle dispose de quatre quais (dont un central) numérotés : 1, 2-3 et 4. Les quais 2 et 3 sont utilisés par la ligne Jubilee et les quais 1 et 4, desservis par la ligne Metropolitan, sont inutilisés. (Cette situation reflète celle de la station de Willesden Green). 

Plans de la ligne, du réseau du métro et des transports à Londres
Jubilee line.
Plan du métro.
Réseaux de Londres.

## Histoire
La station, alors dénommée Kingsbury and  Neasden, est mise en service le 2 août 1880 par le Metropolitan Railway. Elle est renommée Neasden and Kingsbury en 1910 et prend son nom actuel Neasden en 1932 lors de l'ouverture de la station Kingsbury.
Elle devient une station de la ligne Bakerloo en 1939 et c'est en 1979 qu'elle devient une station de la ligne Jubilee.

## Services aux voyageurs

### Accès et accueil
L'accès principal de la station est situé sur la Neasden Lane, à Neasden.

### Desserte
Neasden  est desservie par les rames de la ligne Jubilee du métro de Londres circulant sur la relation Stanmore  - Stratford (ou Neasden).

Installations et desserte
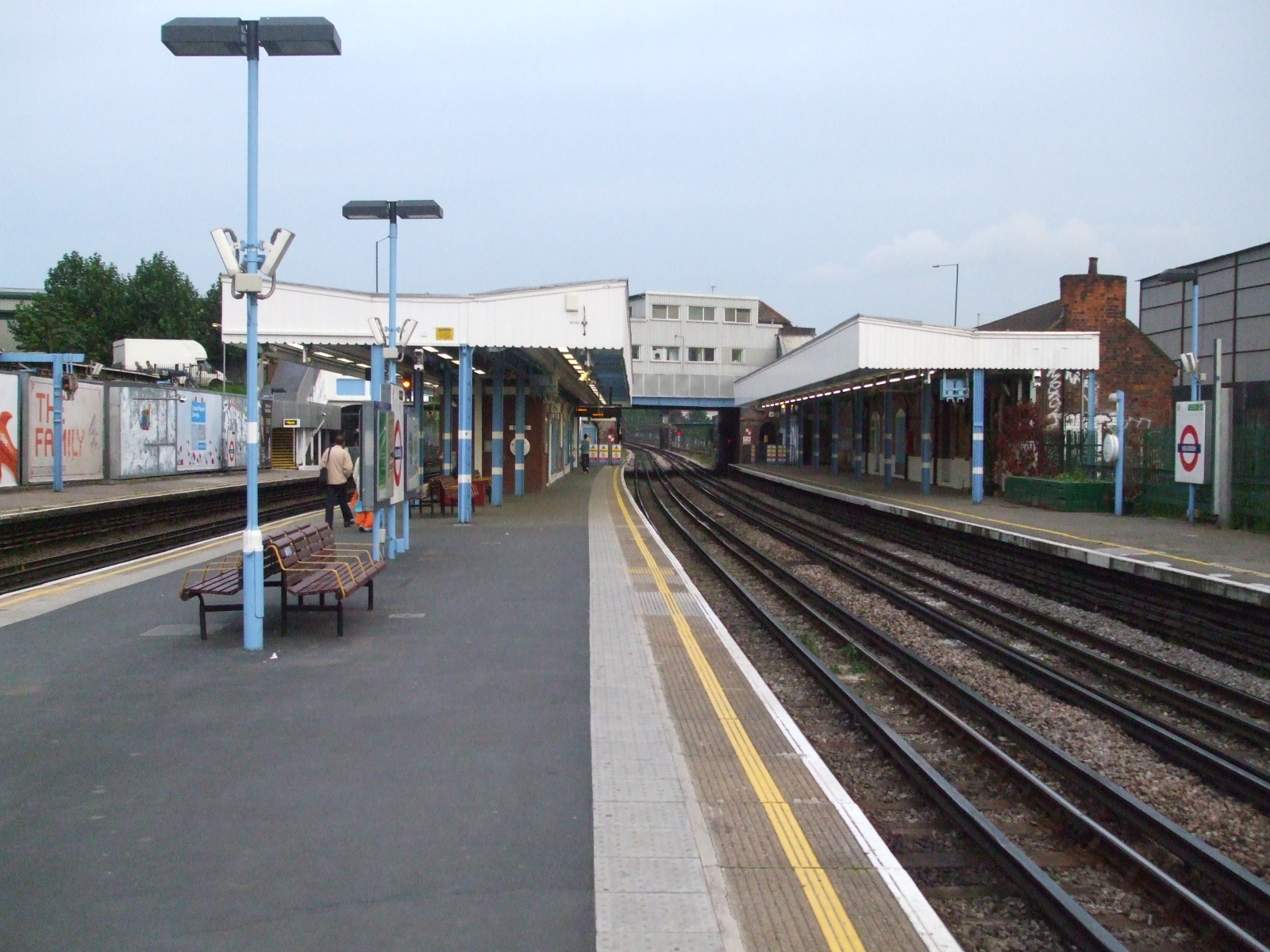
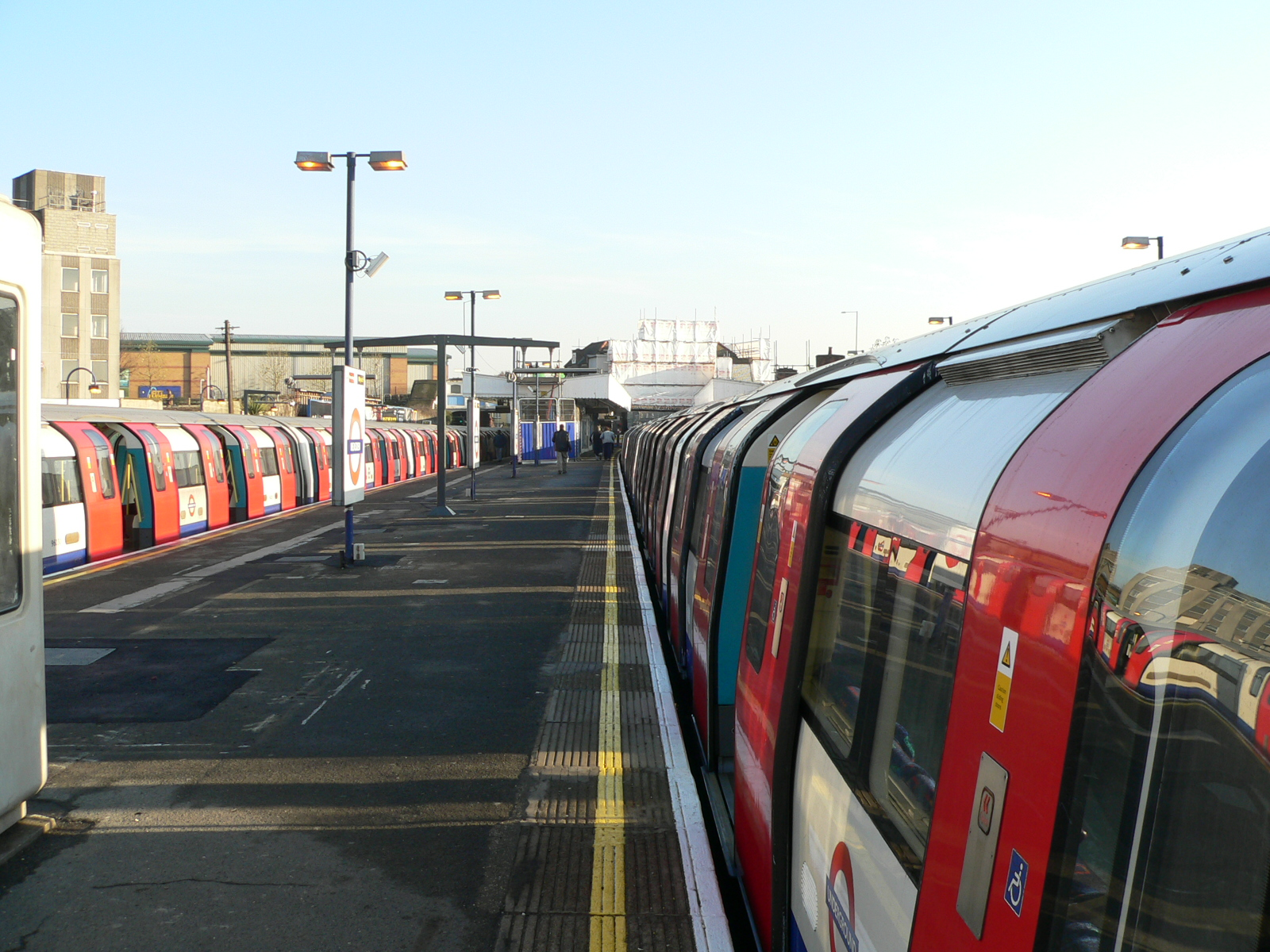
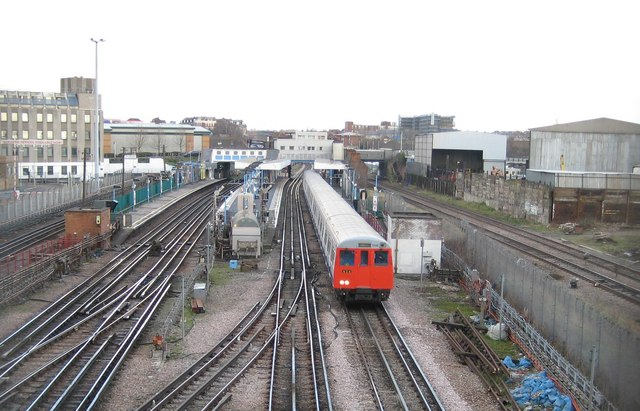

### Intermodalité
La station est desservie par des autobus de Londres de la ligne 297.

## À proximité
- Neasden